# Ketnet Hits
Ketnet Hits is de jongerenradio van Ketnet, de jongerenzender van de VRT. Het is een radio vooral met muziek en nog maar 1 programma: Ketnet Hits top 10. Ketnet Hits werd opgericht als concurrent voor Radio BEMBEM, een samenwerkingsverband tussen de VMMa en Studio 100. 
De radio werd opgericht onder de naam Ketnet Radio, in 2011 veranderde deze naar Ketnet Hits. Bij Ketnet Radio presenteerden de wrappers de radio en speelden spelletjes met de kinderen, bij Ketnet Hits hoor je alleen nog maar muziek en geen presentaties meer.